# Praxis porphyretica
Genre
Synonymes
- Praxis inordinata

Praxis porphyretica est un papillon de nuit de la famille des Erebidae. L'espèce a été décrite pour la première fois par Achille Guenée en 1852. On la trouve dans le Territoire de la capitale australienne, en Nouvelle-Galles du Sud, dans le Queensland, en Tasmanie et en Victoria.